# 彭述之

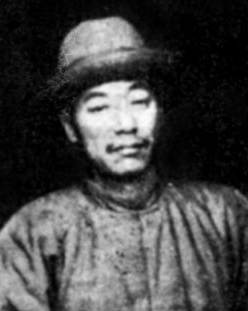
彭述之

彭述之（ほう じゅつし)は中華民国、中華人民共和国の社会活動家。マルクス主義者、トロツキストとして知られた。

## 経歴
陳独秀が北京大学文学部長だったときの学生であり、陳とともに五四運動を指導した。1920年秋、湖南省の長沙とついで上海で社会主義青年団に加わり、中国初の共産主義者のグループ建設に参加した。1921年にモスクワに渡り、中国共産党モスクワ支部の書記となった。1922年のコミンテルン極東勤労者大会、1924年のコミンテルン第5回大会に出席し、早くもスターリンとトロツキーの論争に直面し、帰国後は党上海市委員会のメンバーとして中国共産党機関誌『嚮導』や理論誌『新青年』に多くの論文を発表した。1925年の四全大会で党中央常務委員兼宣伝部長となり、『共同』週報の編集をし、陳独秀・瞿秋白とともに党最高指導部を結成した。
1927年7月の革命敗北後、極左路線に転換した党中央を離れ、1929年春にトロツキーの中国革命についての論文を読んで深く感銘し、その年の秋に陳独秀や約80名の同志たちとともに『解党派・トロツキスト』として党を除名されてからは、機関紙『無産者』を拠点に中国トロツキズム運動を展開した。1931年5月に陳独秀とともに、中国共産主義同盟（中国共産党左翼反対派）を結成。1932年から1937年までは蔣介石によって逮捕投獄され、南京の獄中で陳独秀と理論的に対立し、訣別した。出獄後は上海で運動を再開。1938年9月の第4インターナショナル成立後は中国支部書記となり、中国トロツキー派の「多数派（新中央）」を率いて、第2次世界大戦後は『求真』『青年と婦女』を公刊して永続革命の立場を宣伝した。1948年末、毛沢東らの革命が勝利に近づきトロツキスト弾圧にあい、香港に逃れた。その後スターリニストと官憲に追われ、ヴェトナムをへて1950年にヨーロッパへ亡命した。1968年に2カ月ほど日本に滞在、さらに1973年にはアメリカへ移住。その後も第4インターナショナルの再建と執筆活動に専念した。